# Керълин Бъртози
 Кѐрълин Рут Бърто̀зи (на английски: Carolyn Ruth Bertozzi, [ˈkɛɹəlɪn ɹuːθ bɝ'təʊzi]) е американска химичка. През 2022 г. получава Нобелова награда за химия, заедно с Карл Бари Шарплес и Мортен Мелдал, „за разработването на клик химията и биоортогоналната химия“.

## Биография
Родена е на 10 октомври 1966 година в Бостън в семейството на професор по физика от италиански произход и дъщеря на канадски имигранти. През 1988 година получава бакалавърска степен по химия от Харвардския университет, а през 1993 година защитава докторат в Калифорнийския университет – Бъркли.
Работи в Американското раково дружество (1993 – 1995), Калифорнийския университет – Бъркли (1996 – 2015) и Станфордския университет (от 2015). Изследванията ѝ са в областта на биоорганичната химия, където е сред пионерите на проучванията на биоортогоналните реакции.

## Личен живот
Бъртози е лесбийка.